# Carlos Castaneda
Carlos Castaneda (Cajamarca, 25 december 1925 – Los Angeles, 27 april 1998) was een Amerikaanse schrijver en antropoloog van Peruviaanse afkomst die een aantal boeken heeft geschreven over zijn relatie met en leerschool bij een indiaanse tovenaar genaamd Don Juan Matus. De boeken bevatten veel bovennatuurlijke verschijnselen en toverkunst maar ook uitvoerige uiteenzettingen van de filosofie van deze Don Juan. Ze trokken sterk de aandacht en kregen een zekere cultstatus. Later kwamen er echter twijfels op, onder andere of Don Juan wel echt bestond.
Carlos Castaneda (veramerikaanste versie van wat eigenlijk Castañeda was) claimde te zijn geboren op 25 december 1931 in São Paulo, Brazilië, maar volgens zijn immigratiepapieren was dat zes jaar eerder in Cajamarca, Peru. Hij studeerde aan de Universiteit van Californië - Los Angeles. Casteneda studeerde af in 1962 en promoveerde in 1970.
In 1960 ontmoette hij de Yaqui-sjamaan Don Juan Matus, ging bij deze in de leer en schreef de gedeeltelijk autobiografische werken waardoor hij vooral bekend is geworden. Aanvankelijk maakten de gesprekken met Don Juan deel uit van zijn afstudeerscriptie in de antropologie, over het gebruik van hallucinogene paddenstoelen en cactussen, maar later ging Castaneda in de leer bij Don Juan om diens wereldbeeld en wijsheid te leren. De boeken, aanvankelijk antropologische getint, veranderden van toon naarmate de serie vorderde en resulteerden uiteindelijk in een mengsel van verhaal, religie en filosofie. Zijn werk bevat beschrijvingen van paranormale ervaringen, verschillende psychologische technieken (zoals neurolinguïstisch programmeren), tolteekse magische rituelen, sjamanisme en ervaringen met hallucinogene drugs zoals peyote en jimson weed.

## Kritiek
Van zijn beweerde ervaringen met Indiaanse leermeesters wordt de authenticiteit in twijfel getrokken. Vele critici betwijfelen het bestaan van Don Juan en wijzen op inconsistenties rond dit personage in de boeken. Het gaat hier o.a. om anachronismen, het gebrek aan overeenkomst tussen wat Don Juan leert en wat andere Yaqui-indianen zouden geloven en het gebruik van Engelse woordspelingen en grappen in de boeken door Don Juan, hoewel deze alleen Spaans zou spreken. Fans antwoorden hierop dat het irrelevant is of Don Juan al dan niet heeft bestaan en dat het gaat om de thema's in de boeken. Amy Wallace, een vroegere volgeling van Don Juan, heeft in haar boek '¡Sorcerer's Apprentice een beeld geschetst van de discrepantie tussen de persoon Castaneda en de publieke figuur. Castaneda zou niet naleven wat hij in zijn boeken beweert. Een voorbeeld hiervan is dat hij zich niet onthield van seks. Een ander voorbeeld is dat hij overleed aan leverkanker terwijl hij in een van zijn boeken een methode beschrijft om door geestelijke concentratie kanker te verwijderen. Het advies van Wallace is: "Never give your power away to someone else, who claims to have special knowledge. It's the worst mistake I ever made".
Aangezien Castaneda een ongrijpbaar en ontwijkend persoon was en omdat zijn werken werden gelezen door jonge mensen in een periode dat mystieke en sjamaanse tradities sterk in de belangstelling stonden, twijfelden veel antropologisch deskundigen aan het waarheidsgehalte van zijn werk. Toen The Teachings of Don Juan echter werd gevolgd door een serie eveneens zeer populaire boeken, waaronder A separate reality (1971) en Tales of Power (1975) werd de vraagstelling hoeveel hiervan echte antropologie was en hoeveel hij er zelf bij had verzonnen steeds dringender.
Een andere manier om de boeken te lezen is als een soort detectivespel, waarbij sommige delen van het materiaal waarschijnlijk waar zijn en andere waarschijnlijk wel waar leken op dat moment, maar in werkelijkheid hallucinaties waren. Het is aan de lezer om uit vinden welke.

## De filosofie in de boeken van Castaneda
De boeken kunnen worden gelezen als de uiteenzetting van een bepaalde filosofische wereldbeschouwing volgens welke men zou kunnen leven. Er is een groeiende wereldwijde beweging van mensen die dit proberen.
Een belangrijke stelling van de door Castaneda gepropageerde levensbeschouwing is dat het mogelijk is om 'heldere dromen' te cultiveren (lucid dreaming) om zo tot een beter bewustzijn te komen, wat leidt tot een toestand waarin buitengewone waarnemingen kunnen worden gedaan. Ook wordt het breken met routines en het toepassen van nieuwe vormen van gedrag (onvoorspelbaarheid) aanbevolen als manier om de relatie van een persoon met de wereld duidelijker te maken. De combinatie van droomtechniek en gedragsbeheersing leidt volgens Castaneda uiteindelijk tot het vermogen om te komen tot een hoger waarnemingsniveau (wellicht vergelijkbaar met oosterse filosofische toestanden zoals de staat van satori in het zenboeddhisme.)